# Путешествие

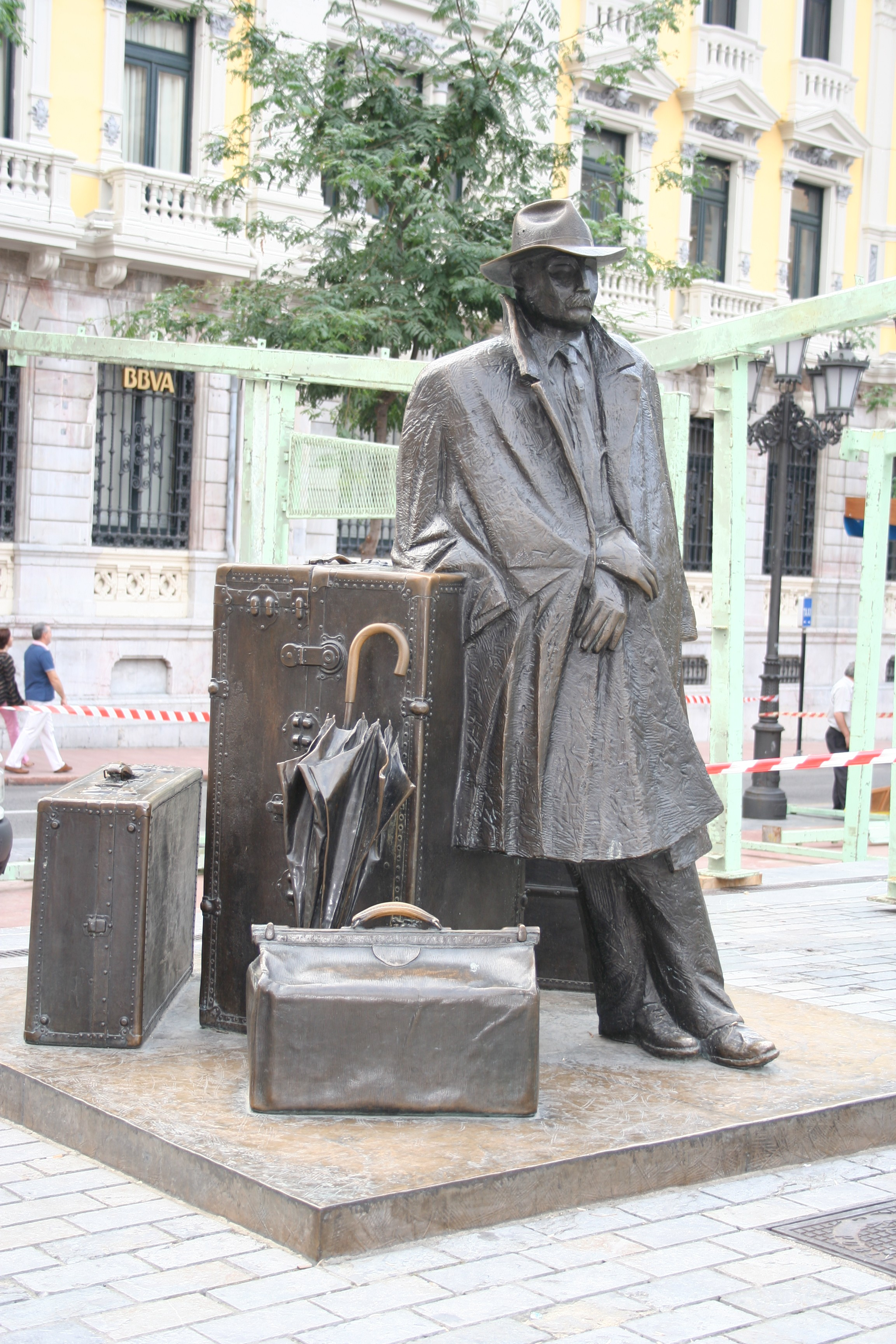
Статуя «Путешественник» в Овьедо, Испания

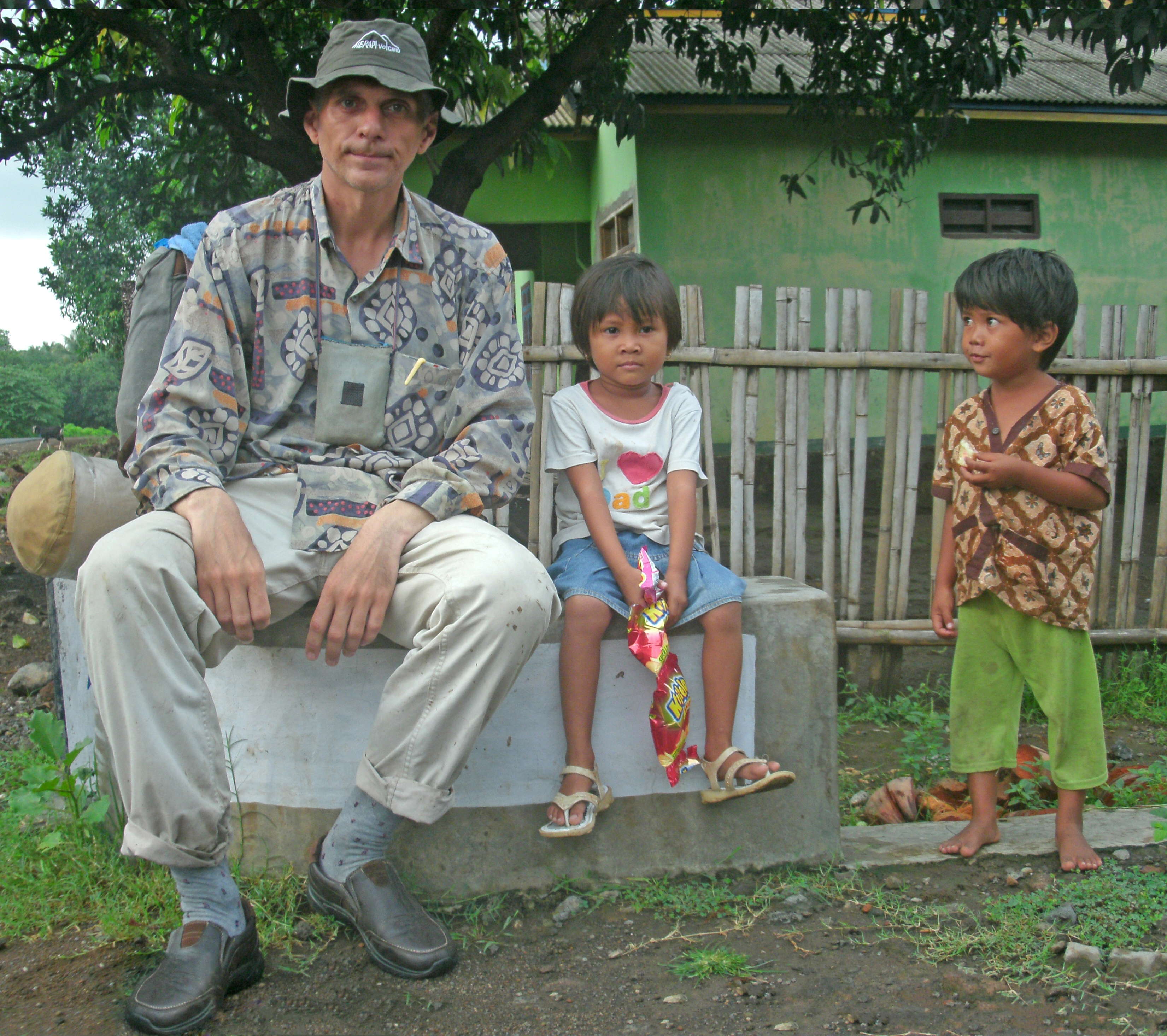
Современный путешественник в Индонезии, 2013 год

Путеше́ствие — передвижение по какой-либо территории или акватории с целью их изучения, а также с общеобразовательными, познавательными, спортивными и другими целями.
До XIX века путешествия были одним из основных источников получения сведений о тех или иных странах (их природе, населении, истории, хозяйстве), общем характере и очертании поверхности Земли.
От античного времени сохранились описания путешествий Геродота, учёных, сопровождавших Александра Македонского в его походах. Классический пример путешествия Средневековья — странствования Марко Поло и Афанасия Никитина. Путешествие с религиозными целями (для поклонения святыням, посещения святых мест) в Средние века получило название «паломничество»; русские паломники, в числе которых, например, игумен Даниил, оставляли путевые записки о своих путешествиях, получившие название хожений. Эпоха Великих географических открытий характерна многими путешествиями, в корне изменившими представление о планете.
Позднее большое значение для расширения знаний о Земле имели путешествия Д. Ливингстона и Г. Стэнли, Н. М. Пржевальского и другие; однако уже Пржевальский называл свои путешествия научными рекогносцировками, так как они могли удовлетворить лишь запросы первичного и общего знакомства с особенностями той или иной территории. Поэтому уже в XVIII—XIX вв., по мере углубления исследований, конкретизации и специализации научных целей и задач, путешествия стали приобретать характер научных экспедиций.
С середины XX века, в связи с бурным развитием туризма, термин «путешествие» стал обозначать любую поездку, совершённую в какой-то мере самостоятельно, независимо от туристической компании. Путешественниками в настоящее время называют людей, участвующих в самостоятельных, зачастую авантюрных, поездках (например, Т. Хейердал, Ю. А. Сенкевич, И. Ганзелка, М. Зикмунд, Ф. Ф. Конюхов, В. А. Шанин, Д. В. Лукьянчук). Путешествие с принципиальным отказом от услуг туристической компании называется «бэкпэкинг» (от англ. backpacking).
Современным путешествиям посвящены многочисленные телепередачи («Клуб путешественников»), документальные фильмы и сериалы («Одноэтажная Америка»).
Путешественник — тот, кто совершает или совершал путешествие.